# 51. Japan Record Awards
Az 51. Japan Record Awards japán zenei díjátadó, amely 2009. december 30-án került megrendezésre a tokiói New National Theatre-ben. A rendezvényt a TBS televíziós csatorna közvetítette. A jelölteket 2009. december 1-jén jelentették be.

## Jelöltek

### Japan Record Award
A nyertesek neve félkövérrel szedve.
- Exile – Someday
- Girl Next Door – Infinity
- Higucsi Rjoicsi – Tegami: Sinai naru kodomotacsi e
- Hikava Kijosi – Tokimeki no rumba
- Ikimono-gakari – Yell
- Kitagava Daiszuke – Omae vo curete
- Koda Kumi – Lick Me
- Mizumori Kaori – Aki no mijadzsima
- Szakamoto Fujumi – Mata kimi ni koisiteru
- TVXQ – Stand by U
- w-inds. x G-Dragon (Big Bang) – Rain Is Fallin’

### Legjobb új előadó
- Big Bang – Gara gara Go!
- Hilcrhyme – Sunkasútó
- Scandal – Sódzso S
- Szakura Maja – Tairjó macuri

### Legjobb énekes
- Icuki Hirosi

### Legjobb album
- Isikava Szajuri – Szajuri IV
- GReeeeN – Sio, kosó
- Superfly – Box Emotions
- Hana Redzsime – Ai no va
- Hirahara Ayaka – My Classics!

### Legjobb közreműködés
- Juju (közreműködik Jay’ed) – Asita ga kuru nara

### Legjobb hangszerelő
- Ikeda Takaharu – Kajó kumikjoku onna sinjo ka (Jamagucsi Hiromi), O csódzsiró csó koiszugata (Takekava Josiko és Oka Csiaki)

### Különdíjak
- Alice
- AKB48 és Akimoto Jaszusi
- Cudzsii Nobujuki
- Michael Jackson

### A Japán zeneszerzők egyesületének (JACOMPA) különdíja
- Otova Sinobu

## Külső hivatkozások
- Hivatalos weboldal (japánul)